# Ginette Jullian
Pour les articles homonymes, voir Jullian.
Ginette Jullian, née le 8 décembre 1917 à Montpellier, décédée le 4 août 1962 à Mahina (Tahiti, Polynésie française), fut un agent secret pendant la Seconde Guerre mondiale en service pour le Bureau central de renseignements et d'action (BCRA) et pour le SOE.

## Éléments biographiques
Ginette Jullian naît le 8 décembre 1917 à Montpellier. De 1935 à 1940, elle est mariée à Pierre Lucien Egg, divorcée en 1940. Pendant la Seconde Guerre Mondiale, elle est fiancée et puis épouse de Philippe de Scitivaux, officier de la Marine française, engagé dans la France libre comme pilote de chasse et commandant du 340e Squadron RAF.
Opérateur radio du réseau Jérôme-PERMIT, elle est parachutée avec son organisateur Gérard Dedieu, le 7 juin 1944, à l’ouest de Nouan-le-Fuzelier, dans le Loir-et-Cher. Philippe de Vomécourt, chef du réseau VENTRILOQUIST, lorsqu’il les accueille, lui confisque son poste (le tout nouveau modèle A MARK 3, qui pèse à peine quatre kilos) en lui expliquant que la valise qui le contient est trop repérable. Elle se trouve obligée de chercher un nouveau matériel, en même temps qu’avec Gérard Dedieu, elle tente de rejoindre la région d’opérations qui leur a été attribuée, autour d’Amiens. Ils échouent car, à Paris d’abord, puis à Beauvais, les contacts qui leur ont été indiqués ont disparu.
La chance lui fait rencontrer, en Seine-et-Marne, un groupe américain qui dispose d’un poste qu’elle peut utiliser (Philippe de Vomécourt lui ayant quand même laissé ses cristaux) pour informer Londres et demander de nouvelles instructions. Résultat : c’est en Eure-et-Loir, et non plus dans la Somme, que le réseau doit s’installer. Avec l’aide de Ginette Jullian, qui émet 67 messages vers Londres et en reçoit 52, il va réussir à y organiser, entre le 11 juillet et le 11 août, 31 parachutages d’armes et d’argent, et à armer ainsi près de deux mille hommes de plusieurs maquis et groupes de résistance, permettant de réaliser de nombreux sabotages : entre autres, le 18 juillet, non loin de Dreux, sera détruit le viaduc de Cherisy, que la RAF a, maintes fois, attaqué en vain.
Mission accomplie, Gérard Dedieu est écarté des manifestations qui marquent la libération de Chartres et, en particulier, de la réception officielle de général de Gaulle. Amer, il rentre à Londres. De son côté, Ginette Jullian, avec l’accord de la section F, est recrutée par une unité spéciale américaine en partance pour la région dijonnaise. Là, l’équipe doit repérer des cibles à bombarder, et Ginette Jullian, opérant en phonie, assure, en première ligne, les liaisons nécessaires avec l’état-major de l’aviation. La progression alliée étant rapide, la guerre de Ginette Jullian se termine le 22 septembre. Elle rentre à Londres le 26/27 septembre.
Ginette Jullian décède de noyade dans un accident de plongée sous-marine, survenu le 4 août 1962 à Mahina (Tahiti, Polynésie française).

## Carrière militaire
1942 : agent pour la BCRA
1943 : en formation comme élève pilote pour l'ATA RAF
1944 : agent pour le SOE

## Identités
- État civil : Ginette Marie Hélène Jullian
- Comme membre de la section F du SOE :
  - Nom de guerre : « Adèle »
  - Nom de code opérationnel : JANITRESS (traduction française : GARDIENNE)
  - Nom de code du Plan, pour la centrale radio : PATIENT
  - Fausse identité : Ginette Marie Jourdain

## Famille
- Son père : Georges Charles Henri Athanase Jullian, (à la naissance de Ginette : armateur, 30 ans) ;
- Sa mère : Yvonne Jeanne Louise Lozes, (à la naissance de Ginette : sans profession, 24 ans) ;
- Ses maris : 1. — Pierre Lucien Egg (mariage le 7 décembre 1935 à Nice ; divorce le 22 avril 1940). 2. — Charles Jean Marie Philippe de Scitivaux de Greische (8 août 1911 — 10 août 1986) (mariage le 3 août 1945).

## Source
- Libre résistance, bulletin d’information et de liaison no 34, 3e trimestre 2012, p. 10.
- Lt. Col. E.G. Boxshall, Chronology of SOE operations with the resistance in France during world war II, 1960, document dactylographié (exemplaire en provenance de la bibliothèque de Pearl Witherington-Cornioley, consultable à la bibliothèque de Valençay). Voir sheet 8, PERMIT CIRCUIT.